# Editions Amok (bande dessinée)
Pour les articles homonymes, voir Amok.
Amok  était une maison d'édition de bande dessinée alternative française fondée en 1994 par Yvan Alagbé et Olivier Marboeuf et qui a fusionné avec Fréon pour constituer le FRMK (prononcer Frémok) en 2001.

## Historique
Dans la prolongation de l'association-collectif Dissidence Art Work, créée en 1991 par Y. Alagbé et O. Marboeuf, les éditions Amok naissent fin 1994 avec pour objectif d'explorer et de réinventer les relations entre le texte et l'image, dans un souci des réalités sociales, culturelles et politiques de l'époque. La maison d'édition récupère alors la gestion de la revue trimestrielle publiée depuis fin 1992 par l'association Dissidence Art Work, L'œil Carnivore, qui deviendra début 1996 Le Cheval sans tête. Dès 1995, les éditions publient également leurs premiers livres, dont Fenêtres sur l'Occident de H. Cava et Raùl ; l'année suivante, ils créent leurs premières collections : Feu ! et Octave, bientôt suivies par Amphigouri, Vox, Soprano, Espèces. Enfin, elle accroît sa visibilité en 2000, par l'installation du collectif dans une librairie-galerie qui leur est propre à Montreuil (la librairie Insula), ainsi que par la diffusion de leurs collections par le tout nouveau comptoir des indépendants. 
Constatant "que la création graphique et littéraire ne saurait être sauvegardée que par des efforts à la mesure des dangers qui la menacent", Amok décide fin 2001 de s'associer avec Fréon, maison d'édition également associative située à Bruxelles et dont la ligne éditoriale était proche d'Amok. Ensemble, ils constituent le FRMK/Frémok, "maison européenne des littératures graphiques" chargée "d'assurer aux indigènes une source intarissable de bien-être et d'élévation spirituelle". 
Le fonds du catalogue d'Amok comme du Fréon ne sera pas republié ; néanmoins la très grande majorité des auteurs de l'une et de l'autre structure continueront à travailler avec le nouveau Frémok.
Dès sa création, l'originalité de la ligne éditoriale de l'Amok repose sur deux facteurs. D'une part, elle n'incorpore que très rarement l'humour noir et l'imagerie érotique, qui constituait jusqu'alors un aspect principal de nombreuses maisons d'éditions adultes et indépendantes (dont entre autres Futuropolis ou Fluide glacial) ; à cela, elle préfère exposer des productions spécifiquement artistiques qui renouvelleront certains des codes graphiques d'alors (notamment par le mélange entre la photographie, le dessin, la peinture, ou la disparition des phylactères - bulles -). D'autre part, elle met l'accent sur l'identité de chaque artiste et n'hésite pas à publier pour la première fois en France de nombreux auteurs européens (Stefano Ricci, Søren Glosimodt Mosdal, Raùl) voire mondiaux (Ben Katchor, José Muñoz) encore inconnus en France, contribuant ainsi à dépasser l'école franco-belge de la bande dessinée au profit d'une vision mondialisée de la création artistique.  
Parmi les auteurs publiés par Amok, on peut citer les français Aristophane Boulon, Éric Lambé, Olivier Bramanti, Yvan Alagbé, et les européens Lorenzo Mattotti, Markus Huber, Stefano Ricci, etc. auxquels il faudrait rajouter l'ensemble des auteurs également publiés dans les différentes revues, comme Edmond Baudoin, José Muñoz, Pascal Rabaté, etc.

## Documentation
- Yvan Alagbé (int. Bruno Canard), « Entretien avec les Éditions Amok », dans L'Indispensable n°2, octobre 1998, p. 36-39.
- Jean-Paul Jennequin, « Amok : un éditeur foux furieux », 9e Art, no 1,‎ janvier 1996, p. 122-123 (ISSN 1268-757X).